# جون ماكنالي الرابع
جون ماكنالي الرابع هو سياسي أمريكي، ولد في 1969 في يونغزتاون في الولايات المتحدة. نشط حزبياً في الحزب الديمقراطي.